# Kebal
Kebal är en tätort i Strömstads kommun.
Kebal kallas ibland felaktigt för Nötholmen.

## Befolkningsutveckling
| Befolkningsutvecklingen i Kebal 1990–2020 | Befolkningsutvecklingen i Kebal 1990–2020 | Befolkningsutvecklingen i Kebal 1990–2020 | Befolkningsutvecklingen i Kebal 1990–2020 | Befolkningsutvecklingen i Kebal 1990–2020 |
| ----------------------------------------- | ----------------------------------------- | ----------------------------------------- | ----------------------------------------- | ----------------------------------------- |
|                                           |                                           |                                           |                                           |                                           |
| År                                        |                                           |                                           | Folkmängd                                 | Areal (ha)                                |
| 1990                                      | 1990                                      |                                           | 312                                       | 25                                        |
| 1995                                      | 1995                                      |                                           | 340                                       | 27                                        |
| 2000                                      | 2000                                      |                                           | 290                                       | 27                                        |
| 2005                                      | 2005                                      |                                           | 278                                       | 27                                        |
| 2010                                      | 2010                                      |                                           | 258                                       | 28                                        |
| 2015                                      | 2015                                      |                                           | 340                                       | 173                                       |
| 2020                                      | 2020                                      |                                           | 380                                       | 211                                       |
| Anm.: Ny tätort 1990                      |                                           |                                           |                                           |                                           |